# Męczennica jadalna
Męczennica jadalna, marakuja (Passiflora edulis Sims) – gatunek rośliny z rodziny męczennicowatych. Pochodzi z Ameryki Południowej (Brazylia, Argentyna, Paragwaj), została też zawleczona i rozprzestrzeniła się w Nowej Zelandii, Afryce, Makaronezji, na Hawajach i Galapagos. Jest powszechnie uprawiana w krajach tropikalnych. W Azji popularne są dwa kultywary:
- odmiana indonezyjska P. edulis forma edulis występująca w dwóch odmianach: z owocami o skórce fioletowej, zwana markisa, oraz odmiana o skórce żółtopomarańczowej o lokalnej nazwie konyal,
- P. edulis forma flavicarpa o owocach żółtych, uprawiana w Malezji, Tajlandii i na Filipinach[4].

Skórka odmiany fioletowej po zbiorze bardzo się marszczy, co jednak nie wpływa na jakość owoców. Miąższ obu odmian zawiera około 32% soku.

## Nazewnictwo
Męczennicę często nazywa się potocznie marakują, również takim mianem określa się jej owoce. Zwyczajowo zwana także granadillą purpurową. Z łaciny słowo passio oznacza cierpienie, flos – kwiat. Swoją nazwę rodzajową roślina nosi przez to, że przypomina sobą narzędzia męki Jezusa Chrystusa.

## Morfologia
Pokrój

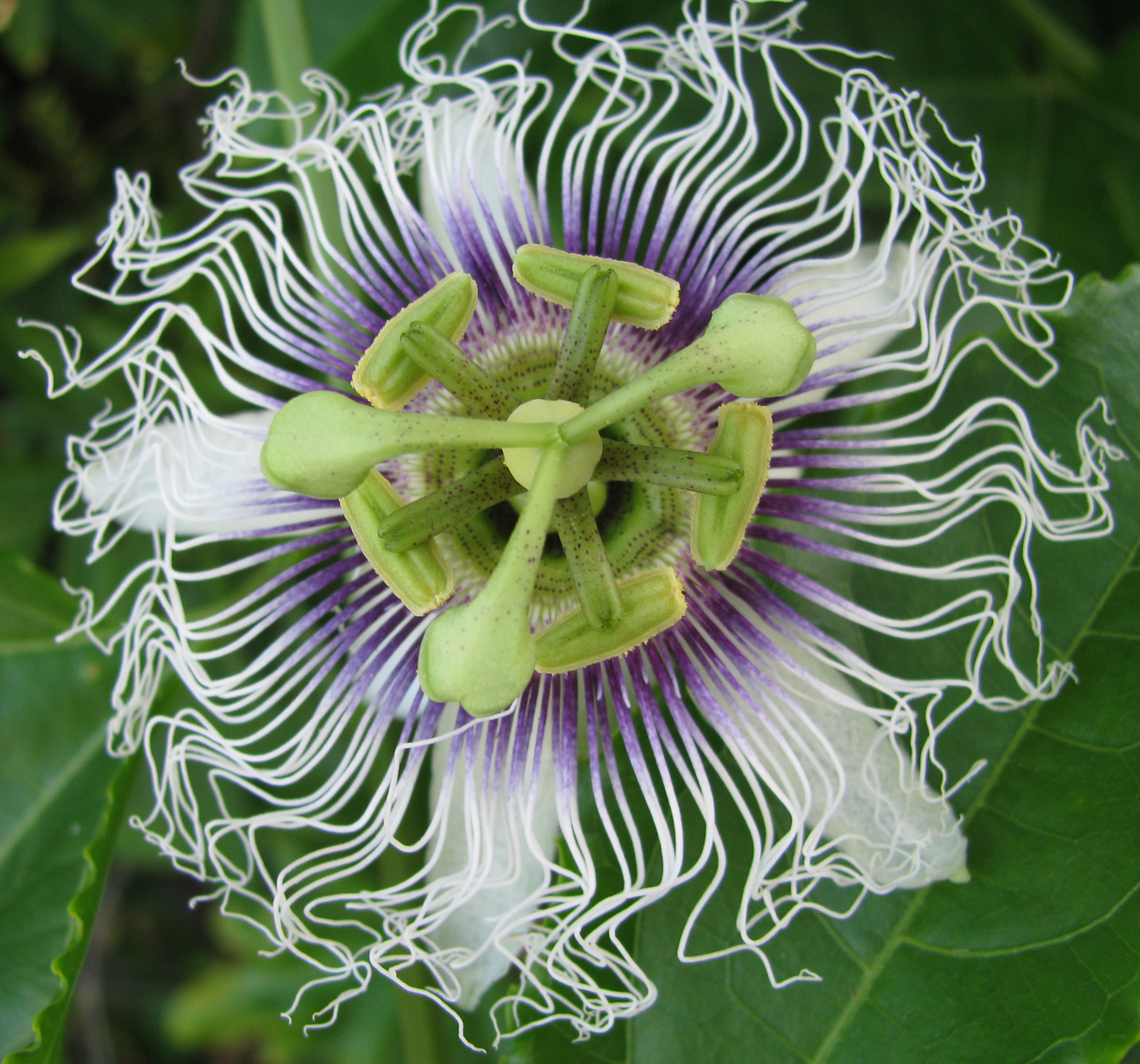
Kwiat

Krzewiaste pnącze o długości pędów do 15 m. Posiada pochodzące z przekształconych pędów wąsy czepne.

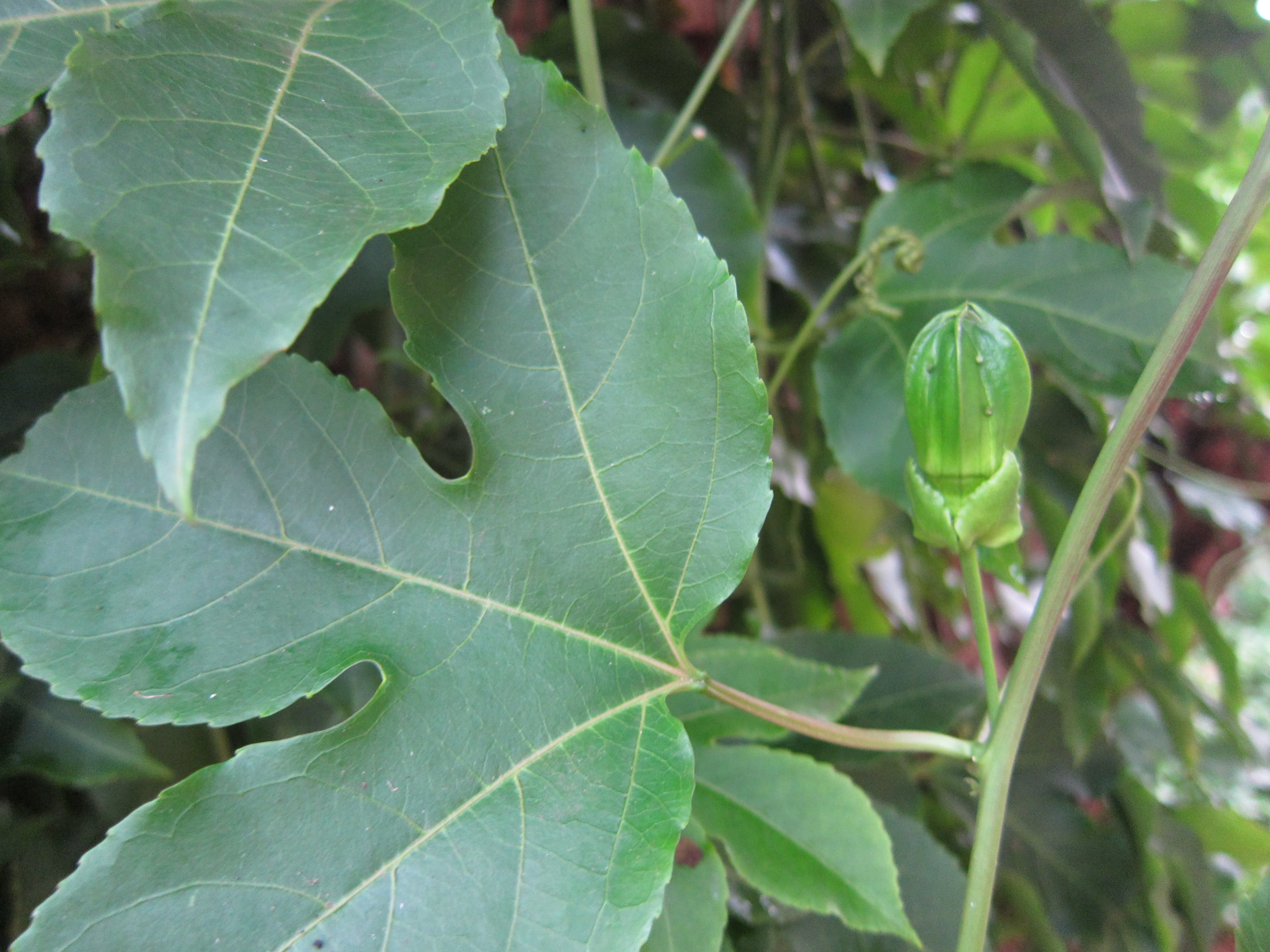
Liście
Naprzemianległe, głęboko 3-klapowe o piłkowanych brzegach, o długości i szerokości  5-22 cm.
Kwiaty
Bardzo charakterystyczne, białawe lub fioletowe, o średnicy 5–7 cm. Wyrastają pojedynczo w kątach liści i otoczone są od dołu 3-listkową okrywą. Mają krążkowate, silnie rozwinięte dno kwiatowe, 5-działkowy kielich, 5-płatkową koronę i złożony z 3 okółków przykoronek. Najbardziej zewnętrzny z tych okółków ma postać kolorowych nitek, wewnętrzny zaś przylega do androgyneforu, na szczycie którego znajduje się 5 pręcików otaczających 1 słupek.
Owoc

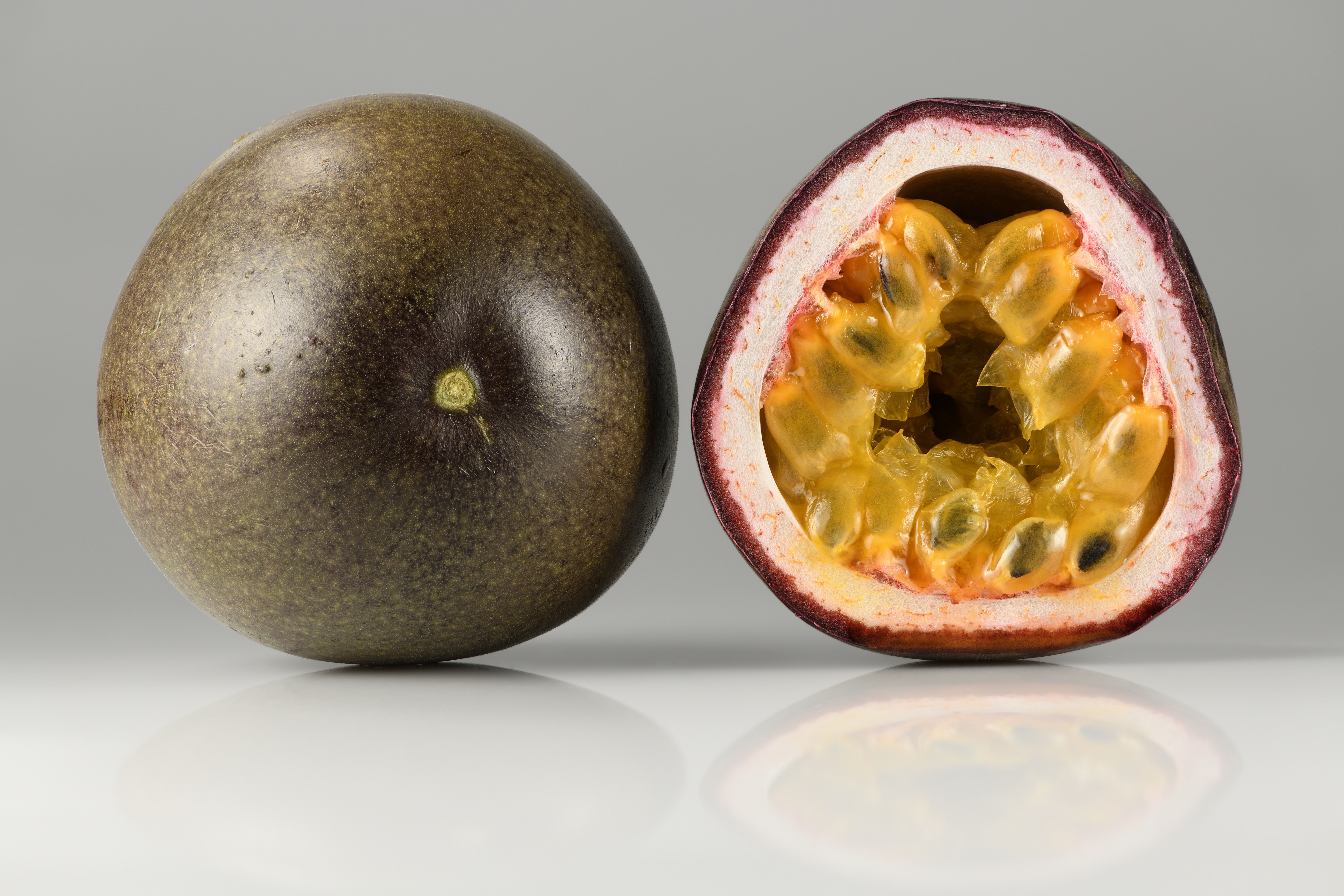
Owoce

Jajowata lub okrągława jagoda o długości 4–10 cm, z licznymi ciemnymi nasionami, otoczonymi szklistą, pomarańczową osnówką. Okrywa włóknista, ciemnopurpurowa lub żółta.

## Zastosowanie
- Sztuka kulinarna – owoce marakui zjada się na surowo wraz z pestkami lub bez nich. Owoce są też wykorzystywane do produkcji jogurtów, soków, lodów. Mają kleisty, galaretowaty i orzeźwiający miąższ o smaku słodko-kwaśnym.